# Creobroter signifer
Creobroter signifer är en bönsyrseart som beskrevs av Walker 1859. Creobroter signifer ingår i släktet Creobroter och familjen Hymenopodidae. Inga underarter finns listade i Catalogue of Life.